# Pterolophia maacki
Pterolophia maacki är en skalbaggsart som först beskrevs av Blessig 1872.  Pterolophia maacki ingår i släktet Pterolophia och familjen långhorningar. Inga underarter finns listade i Catalogue of Life.